# جاش دیکسون
جاش دیکسون (انگلیسی: Josh Dixon؛ زادهٔ ۷ فوریهٔ ۲۰۰۱) بازیکن فوتبال است.